# Rădeana
Rădeana – wieś w Rumunii, w okręgu Bacău, w gminie Ștefan cel Mare. W 2011 roku liczyła 1508 mieszkańców.